# The Marlow Murder Club
The Marlow Murder Club è una serie televisiva britannica del 2024 di genere giallo basata sul romanzo omonimo di Robert Thorogood.
La serie televisiva è andata in onda originariamente su U & Drama e, successivamente, sul servizio streaming U Streaming. In Italia, la serie televisiva è inedita.

## Trama
Tre donne, guidate da Judith Potts, indagano su una serie di omicidi a Marlow, nel Buckinghamshire. Dopo due omicidi, il trio viene assunto come consigliere della polizia dal DS Malik. Sospettano di una vogatrice, finché non viene uccisa anche lei e, come nei primi due omicidi, le viene lasciato un medaglione probabilmente massonico. È legata al club di canottaggio locale, quindi ci sono diverse scene del fiume con vogatori e con Potts che fa la sua solita nuotata nel fiume.

## Episodi
| Stagione       | Episodi | Prima TV Regno Unito | Prima TV Italia |
| -------------- | ------- | -------------------- | --------------- |
| Prima stagione | 4       | 2024                 | Inedita         |

## Personaggi e interpreti

### Personaggi principali
- Judith Potts, interpretata da Samantha Bond. Un'archeologa in pensione.
- Suzie Harris, interpretata da Jo Martin. Una dog-sitter.
- Becks Starling, interpretata da Cara Horgan. La moglie di un vicario.
- DS Tanika Malik, interpretata da Natalie Dew. Responsabile delle indagini.
- Liz Curtis, interpretata da Phillipa Peak.
- Danny Curtis, interpretato da Mark Frost.
- DC Jason Kennedy, interpretato da Tijan Sarr.
- Elliot Howard, interpretato da Daniel Lapaine.
- Giles Bishop, interpretato da Mark Fleischmann.
- DS Brendan Perry, interpretato da Phill Langhorne.
- DC Alice Hackett, interpretata da Holli Dempsey.
- Mrs. Eddleston, interpretata da Rita Tushingham.

## Produzione
La prima stagione è stata rilasciata su PBS il 27 ottobre 2024. I quattro episodi durano circa 45 minuti ciascuno.
Sono state commissionate altre due stagioni con gli stessi personaggi, che saranno scritte da Lucia Haynes, autrice di Vera, e Julia Gilbert, autrice de L'ispettore Barnaby.